# Jan Smyrak
Jan Smyrak (nascido em 26 de novembro de 1950) é um ex-ciclista polonês. Terminou em segundo lugar na competição Volta à Polónia de 1971. Smyrak competiu na prova de estrada individual nos Jogos Olímpicos de Verão de 1972, mas não conseguiu terminar.